# گزیبنولول
گزیبنولول (انگلیسی: Xibenolol) یک بتا بلاکر است.